# Porte dorée (Jérusalem)
Pour les articles homonymes, voir Porte dorée.
La Porte dorée (שער הרחמים, Sha'ar Harahamim) est la plus ancienne ouverture pratiquée dans les fortifications de la vieille ville de Jérusalem et date probablement du VIe siècle av. J.-C. Appelée aussi porte de la Miséricorde ou encore porte de la Vie éternelle, elle est située au milieu de la muraille Est et c'est la seule qui permet d'accéder directement à l'esplanade de La Mosquée al-Aqsa sur le mont du Temple, de l'extérieur de la ville.  
Elle aurait été utilisée à des fins rituelles dans les temps bibliques. Selon la tradition juive, c'est par cette porte que le Messie entrera dans Jérusalem. 

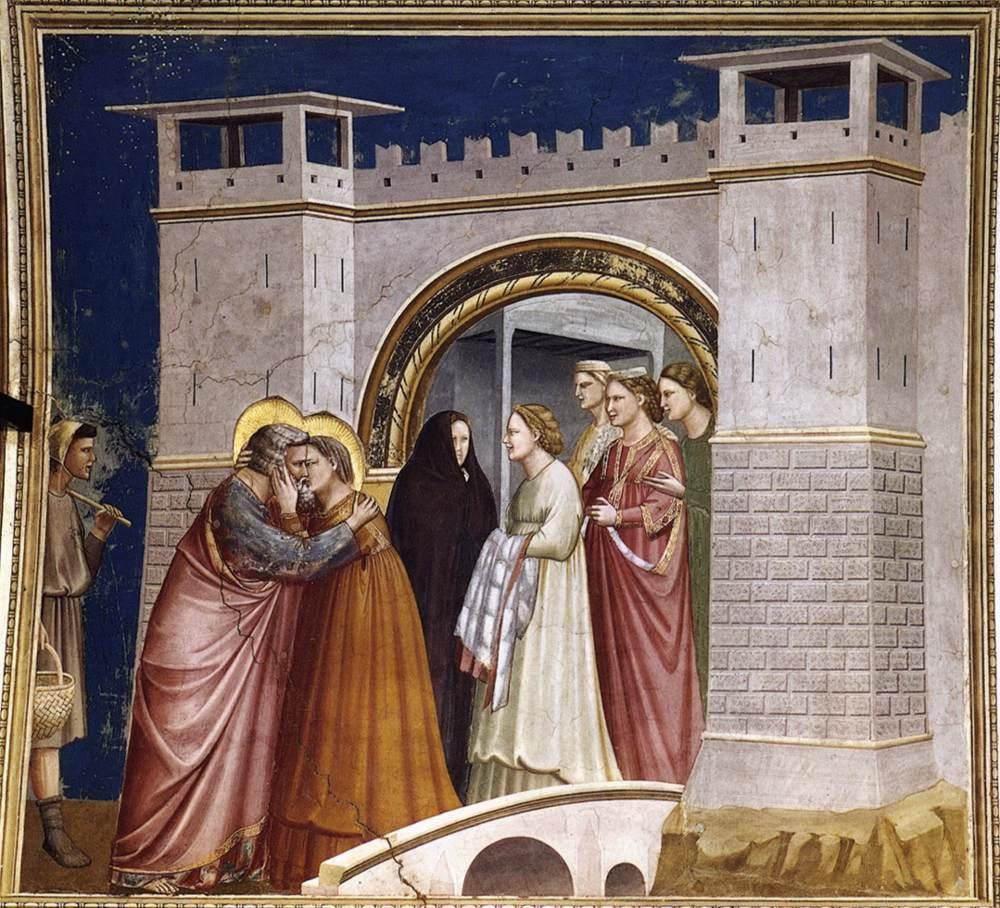
Giotto, Rencontre de la Porte Dorée (entre 1304 et 1306), chapelle des Scrovegni, Padoue.

Cette porte fut fermée par Saladin ou Ṣalāḥ ad-Dīn Yūsuf (en arabe : صلاح الدين يوسف). Lorsque Al-Quds (Jérusalem) fut reprise par ce dernier en l'an 1187 après près d'un siècle de domination chrétienne. Il décida de fermer La Porte de la Miséricorde, pour éviter tout simplement des incursions et attaques, et protéger le Dôme du Rocher et la Mosquée al-Aqsa construits en 691.
D'après les récits apocryphes, repris dans La Légende dorée c'est à la Porte dorée que les parents de la Vierge Marie, Anne et Joachim se retrouvent après qu'un ange leur eut annoncé qu'ils seraient enfin parents, après vingt  ans de mariage. Cet épisode est notamment immortalisé par Giotto et Dürer. Pour certains, ce serait la porte par laquelle serait passé Jésus le dimanche des Rameaux, ce qui lui donne aussi une importance messianique chrétienne. Certains l'assimilent aussi avec la Belle porte mentionnée dans Actes 3.  
L’espace fortifié depuis près de 500 ans qu’abrite la porte de la Miséricorde a été fermé par les autorités israéliennes en 2003, car le groupe dirigeant la zone avait des liens avec le Hamas. Cet espace était resté clos pour mettre fin à des travaux de construction illégale par le Waqf. Israël soupçonne que ces travaux, entrepris après que toute présence d’observateurs israéliens a été refusée, ont conduit à la destruction d’antiquités issues de la présence juive dans la zone. 
En février 2019, la porte de la Miséricorde devient un lieu de heurts israélo-palestiniens : le Waqf tente de rouvrir la zone qui est alors utilisée comme mosquée par les fidèles. Le 17 mars, un tribunal israélien décide la fermeture de cette salle de prières et des négociations sont entreprises par Israéliens et Jordaniens, ces derniers ayant la responsabilité du site et en proposant la restauration.

## Galerie

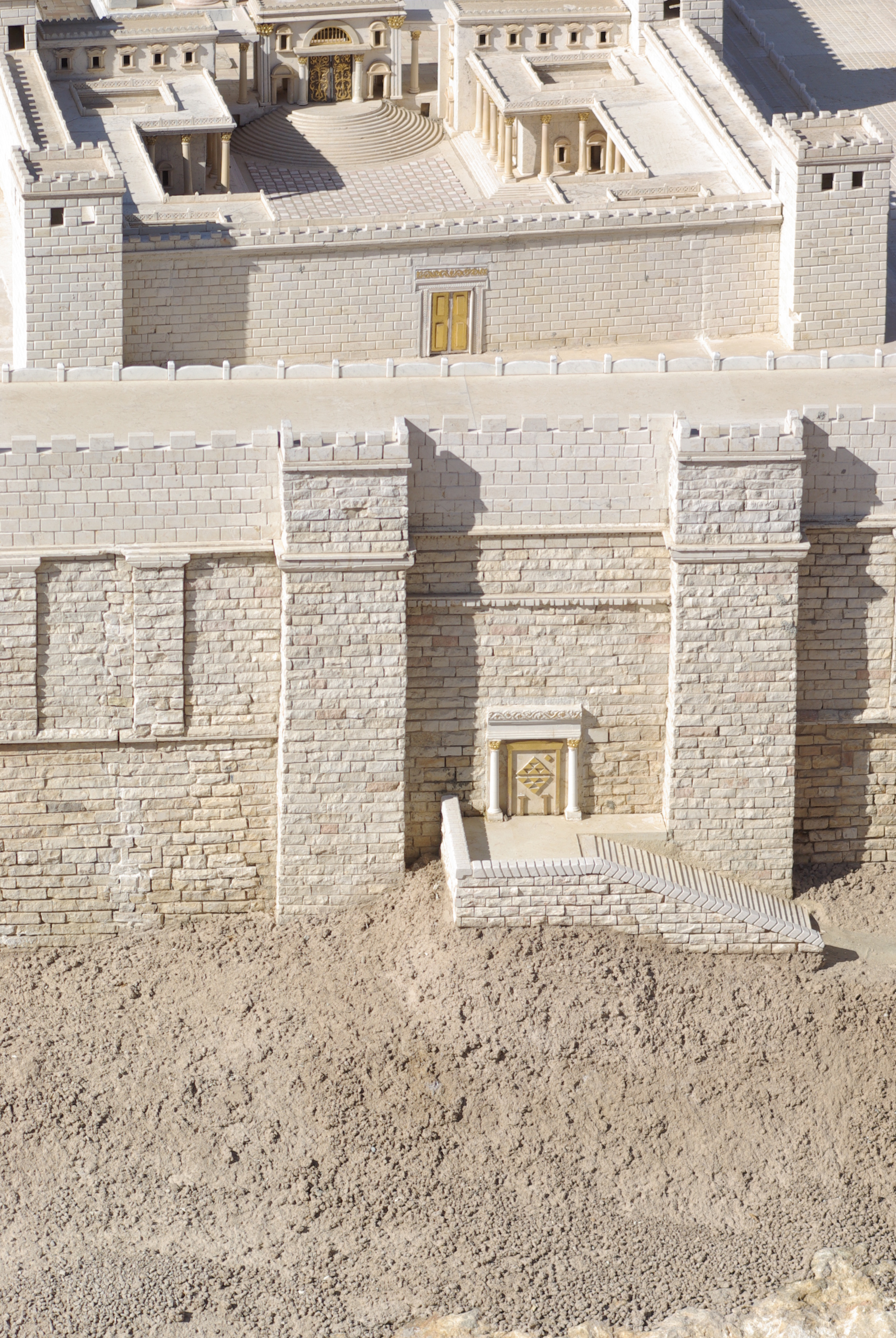
La Porte dorée au temps de Jésus (maquette de Jérusalem du musée d'Israël)
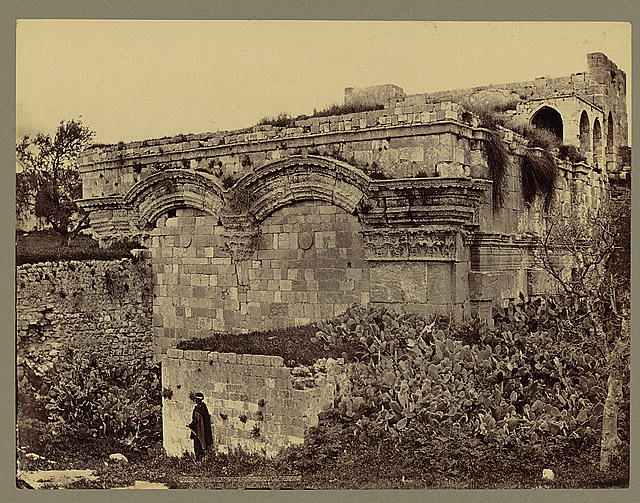
La Porte dorée vers 1860 vue depuis le Mont du Temple
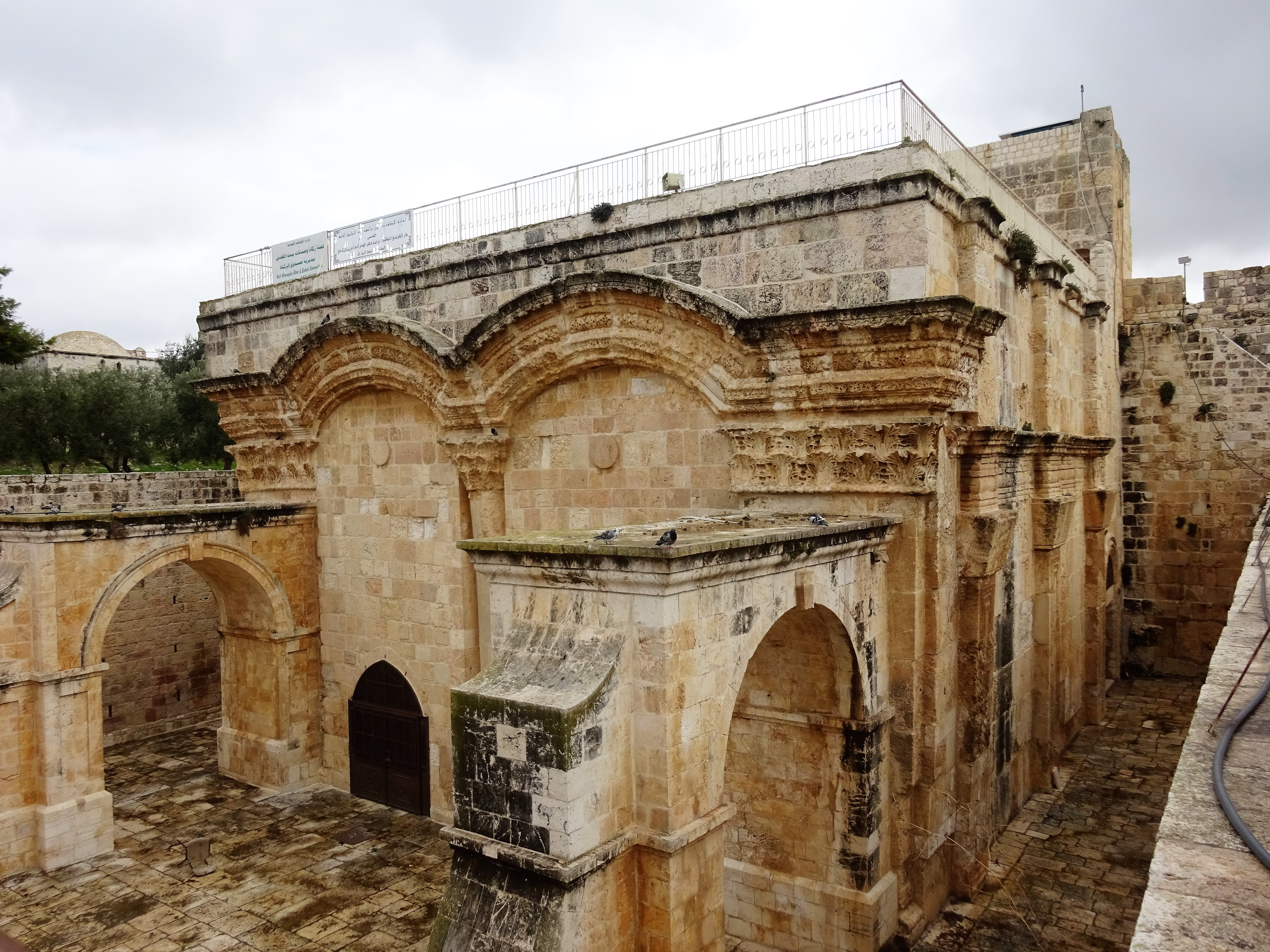
La Porte dorée en 2018 vue depuis le Mont du Temple
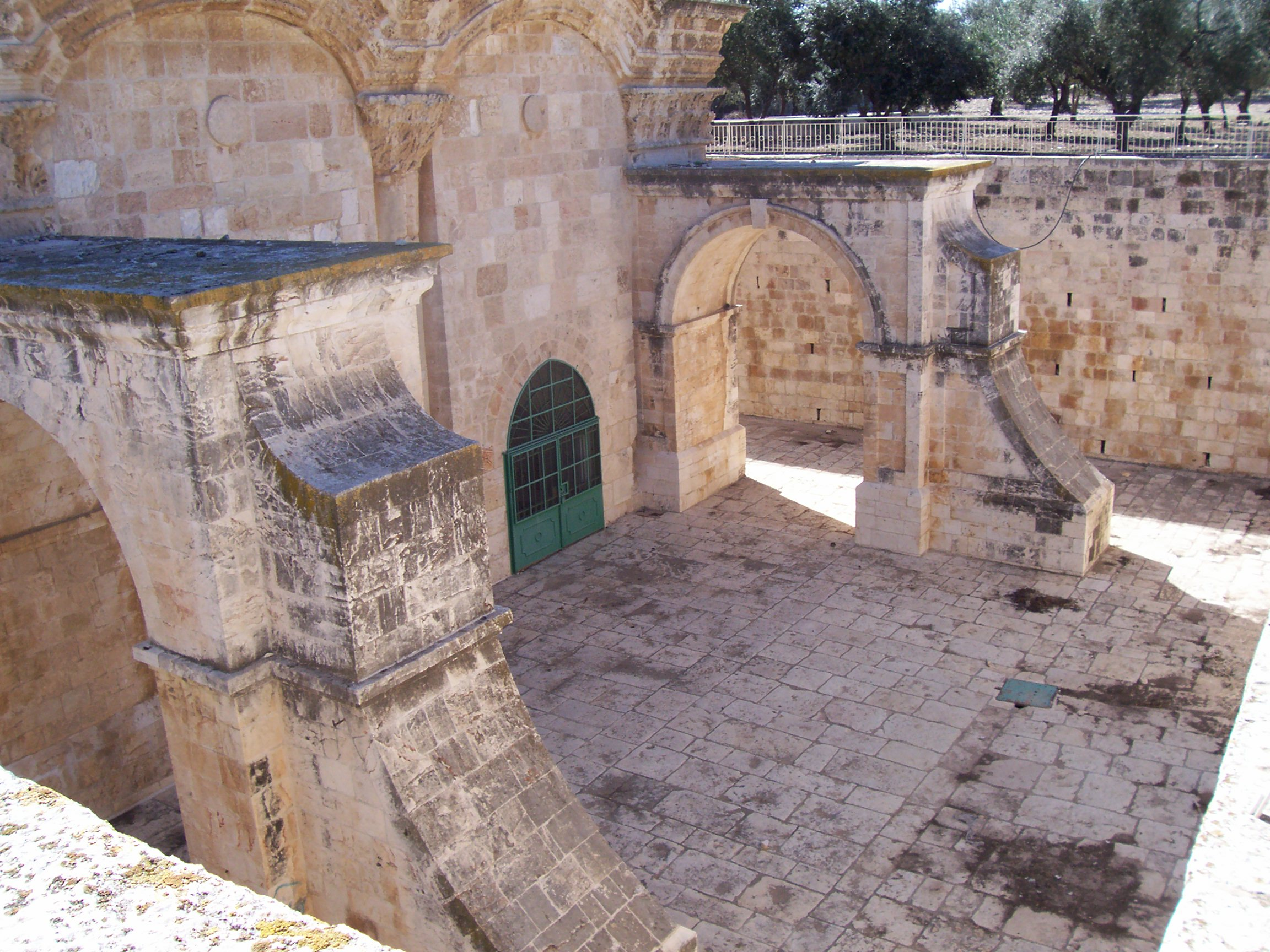
La Porte dorée en 2018 vue de l'intérieur
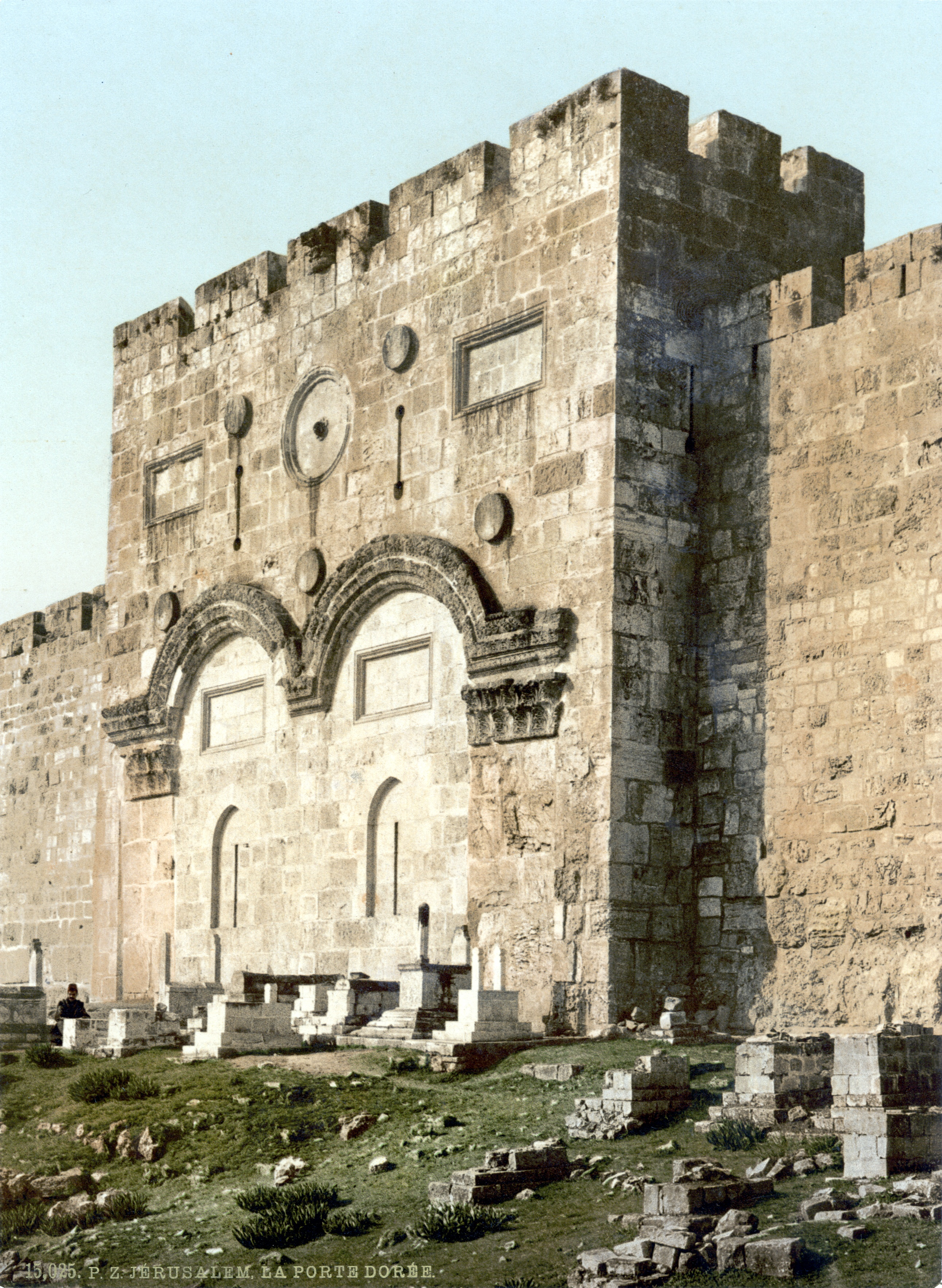
La Porte dorée vue de l’extérieur vers 1900
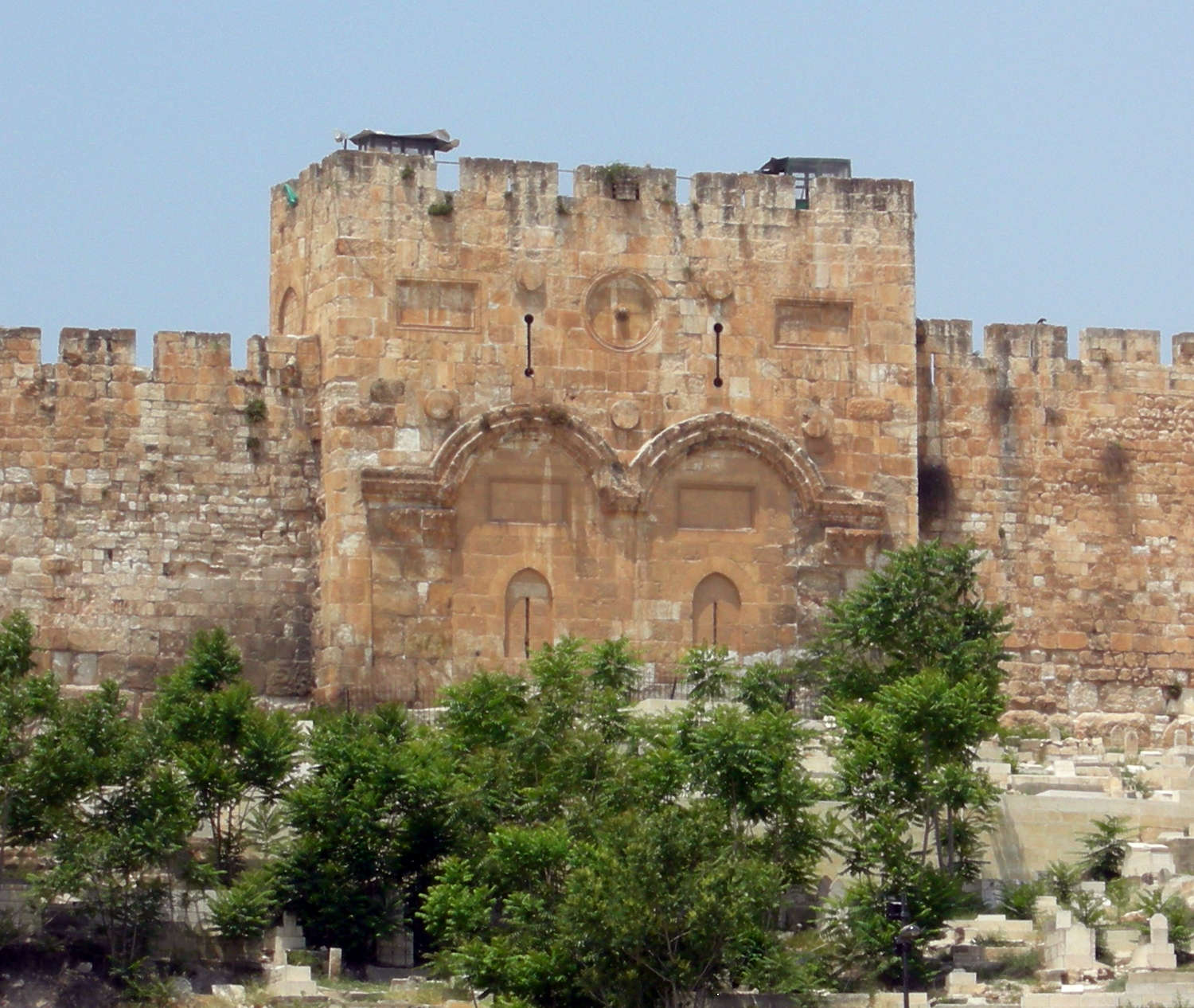
La Porte dorée vue de l’extérieur en 2009